# Peugeot 308 (2007)
 Ikke at forveksle med Peugeot 3008.
|  | Denne artikel omhandler den historiske Peugeot 308. For modellen af samme navn produceret fra 2013, se Peugeot 308 (2013). |
Peugeot 308 er en siden sommeren 2007 bygget lille mellemklassebil fra Peugeot. Bilen deler platform med Citroën C4, Peugeot 3008, Peugeot 5008 og Peugeot RCZ.

## Generelt
Peugeot 308 blev officielt præsenteret i Barcelona den 5. juni 2007. Salget begyndte den 20. september 2007.
I forbindelse med 174 hk-motoren er modellen udstyret med tydeligt mere aggressive frontskørter og flere sportslige elementer.
Stationcarudgaven 308 SW kom på markedet i maj 2008, og kunne ligesom forgængeren 307 SW bestilles med panorama-glastag. Coupé-cabriolet'en 308 CC kom på markedet i marts 2009 og havde ligesom forgængeren 307 CC nedfældeligt ståltag.
I midten af 2010 udgik den tredørs hatchback af produktion.
Den siden april 2010 byggede og kun i Kina solgte Peugeot 408 er en sedanudgave af 308.

## Motorer
Motorprogrammet omfatter fire benzin- og tre dieselmotorer. Benzinmotorerne er en 1,4'er med 70 kW (95 hk), en 1,6'er med 88 kW (120 hk) samt to turbomotorer på ligeledes 1,6 liter med 110 kW (150 hk) (i kombination med firetrins automatgear 103 kW (140 hk)) og 128 kW (174 hk). Dieselprogrammet omfatter en 1,6 HDi med 66 kW (90 hk) 80 kW (109 hk) og eHDI 82 kW (112 hk) samt en 2,0 HDi med 100 kW (136 hk). Ved introduktionen var fire af de syv motorer parret med en femtrins manuel gearkasse, mens den største benzinmotor og de to største dieselmotorer havde seks gear. Som ekstraudstyr kan 1,6 benzin fås med firetrins automatgear, 2,0 HDi med sekstrins automatgear med manuel skiftemulighed og 1,6 HDi med elektronisk styret sekstrins manuel gearkasse ESG6.
| Model              | Cylindre | Ventiler | Slagvolume cm³ | Max. effekt kW (hk) / omdr.       | Max. drejningsmoment Nm / omdr. | Motorkode | Byggeår         | Karrosserivarianter |
| ------------------ | -------- | -------- | -------------- | --------------------------------- | ------------------------------- | --------- | --------------- | ------------------- |
| Benzinmotorer      |          |          |                |                                   |                                 |           |                 |                     |
| 1.4 VTi            | 4        | 16       | 1397           | 70 (95) / 5750                    | 136 / 4250                      | 8FS       | 9/2007 − 4/2010 | Hatchback, SW       |
| 1.4 VTi            | 4        | 16       | 1397           | 72 (98) / 6000                    | 136 / 4000                      | 8FR       | 5/2010 −        | Hatchback           |
| 1.6                | 4        | 16       | 1587           | 78 (106) / 5800                   | 142 / 4000                      | N6A       |                 |                     |
| 1.6 VTi            | 4        | 16       | 1598           | 88 (120) / 6000                   | 160 / 4250                      | 5FW       | 9/2007 −        | Hatchback, SW, CC   |
| 1.6 THP            | 4        | 16       | 1598           | 103 (140) / 6000                  | 240 / 1400                      | 5FT       | 9/2007 − 4/2010 | Hatchback, SW       |
| 1.6 THP            | 4        | 16       | 1598           | 110 (150) / 5800                  | 240 / 1600                      | 5FX       | 9/2007 − 4/2010 | Hatchback, SW, CC   |
| 1.6 THP            | 4        | 16       | 1598           | 115 (156) / 6000                  | 240 / 1400                      | 5FV       | 5/2010 −        | Hatchback, SW, CC   |
| 1.6 THP            | 4        | 16       | 1598           | 128 (174) / 6000                  | 240 / 1600                      | 5FV       | 3/2008 − 4/2010 | Hatchback, SW       |
| 1.6 THP GTi        | 4        | 16       | 1598           | 147 (200) / 5800                  | 275 / 1700 − 4500               |           | 6/2010 − 3/2013 | Hatchback, CC       |
| 2.0                | 4        | 16       | 1997           | 103 (140) / 6000                  | 200 / 4000                      | RFJ       |                 | Hatchback, SW       |
| Benzin/E85-motorer |          |          |                |                                   |                                 |           |                 |                     |
| 1.6                | 4        | 16       | 1587           | 80 (109) / 58001 82 (112) / 58002 | 147 / 40001 153 / 40002         | NFU       |                 | Hatchback, SW       |
| 2.0                | 4        | 16       | 1997           | 103 (140) / 6000                  | 200 / 4000                      | RFJ       |                 | Hatchback, SW       |
| Dieselmotorer      |          |          |                |                                   |                                 |           |                 |                     |
| 1.6 HDi            | 4        | 16       | 1560           | 66 (90) / 4000                    | 215 / 1750                      | 9HX / 9HV | 9/2007 − 4/2010 | Hatchback           |
| 1.6 HDi            | 4        | 8        | 1560           | 68 (92) / 4000                    | 230 / 1750                      | 9HP       | 5/2010 −        | Hatchback           |
| 1.6 HDi            | 4        | 16       | 1560           | 80 (109) / 4000                   | 240 / 1750                      | 9HY / 9HZ | 9/2007 − 4/2010 | Hatchback, SW       |
| 1.6 HDi            | 4        | 8        | 1560           | 82 (112) / 3600                   | 270 / 1750                      | 9HR       | 5/2010 −        | Hatchback, SW, CC   |
| 2.0 HDi            | 4        | 16       | 1997           | 100 (136) / 4000                  | 320 / 2000                      | RHR       | 9/2007 − 9/2010 | Hatchback, SW       |
| 2.0 HDi            | 4        | 16       | 1997           | 103 (140) / 4000                  | 320 / 2000                      | RHF       | 4/2009 −        | Hatchback, SW, CC   |
| 2.0 HDi            | 4        | 16       | 1997           | 120 (163) / 3750                  | 340 / 2000                      | RHH       | 10/2010 −       | Hatchback, SW, CC   |

- Peugeot 308 tredørs (2007–2010)
- Peugeot 308 femdørs (2007–2011)
- Peugeot 308 SW (2008–2011)
- Peugeot 308 CC (2009–2011)

## 308 CC
308 CC fulgte i marts 2009 og er en firepersoners coupé-cabriolet med elektrohydraulisk, nedfældeligt metalklaptag.
Modellen fandtes i første omgang med to forskellige motorer, en 1,6-liters benzinmotor med 88 kW (120 hk) og en 2,0-liters HDi-dieselmotor med 103 kW (140 hk). Fra juli 2009 kunne modellen også fås med den modificerede 1,6-liter HDi-dieselmotor med 82 kW (112 hk) og den 1,6-liters turbobenzinmotor med 110 kW (150 hk). 1,6 VTi har fem gear og 1,6 THP seks, mens sidstnævnte som ekstraudstyr kunne leveres med sekstrins automatgear. Begge dieselversionerne har sekstrins manuel gearkasse, mens 2,0 HDi som ekstraudstyr findes med sekstrins automatgear.
I maj 2010 blev 1,6 THP modificeret og yder nu 115 kW (156 hk). I oktober 2010 fulgte derudover en version af samme motor med 147 kW (200 hk) og en 2,0-liters dieselmotor med 120 kW (163 hk). Begge motorer gør også tjeneste i Peugeot RCZ.
- 1,6 16V VTi 88 kW (120 hk); 3/2009 −
- 1,6 16V THP 110 kW (150 hk); 7/2009 − 5/2010
- 1,6 16V THP 115 kW (156 hk); 5/2010 −
- 1,6 16V THP 147 kW (200 hk); 10/2010 −
- 1,6 HDi 82 kW (112 hk); 7/2009 −
- 2,0 16V HDi 103 kW (140 hk); 3/2009 −
- 2,0 16V HDi 120 kW (163 hk); 10/2010 −

## Facelifts

### 2009
I marts 2009 blev 308 teknisk modificeret. Designet forblev uforandret, mens 2,0 HDi-dieselmotoren fik 140 hk og opfylder nu Euro5. Derudover blev gennemsnitsforbruget reduceret til 5,3 liter pr. 100 km og CO2-udslippet til 139 g/km. 308 SW HDi 110 med 109 hk havde nu et CO2-udslip på 130 i stedet for 134 g/km, hvilket kunne lade sig gøre på grund af brugen af letløbsdæk. 1,6 THP-motoren med 150 hk fik på grund af en ny sekstrins gearkasse og letløbsdæk reduceret sit brændstofforbrug til 7,0 liter pr. 100 km. Derudover kom ekstraudstyrslisten til at omfatte et nyt navigationssystem.

### 2011
Den faceliftede 308 fejrede sin debut på Geneve Motor Show, og kom ud til forhandlerne den 7. maj 2011.
Til venstre og højre for den modificerede kølergrill befinder sig positionslyset, dagkørelys med LED-teknik og tågeforlygterne. Derudover har 308 nu forlygter i klart glas.
Bagpå er der derimod ikke ændret ret meget. Den femdørs hatchback fik en ekstra kromliste, mens SW og CC, som også fik den nye front, forblev næsten uændrede bagpå. Kabinen blev også kun ændret i detaljer.
Motorprogrammet blev udvidet med en sparsom motor: 1,6 e-HDi fejrede sin premiere hos Peugeot (havde i længere tid kunnet fås hos Citroën) i den større Peugeot 508 og kan nu også fås i 308. Effekten er fortsat 82 kW (112 hk). Dog kan motoren, i modsætning til i 508, også fås med manuelt gear og kun som ekstraudstyr med den automatiserede gearkasse ESG. Sammen med start/stop-systemet har 308 e-HDi ESG et brændstofforbrug på 3,7 liter pr. 100 km. Med manuelt gear bruger motoren 200 ml mere diesel på samme distance.
- Peugeot 308 (2011−2013)
- Bagfra
- Peugeot 308 SW (2011−2013)
- Peugeot 308 CC (2011−2013)
- Peugeot 308 Sedan (2012−2013)

## Efterfølger
Hatchbackversionen blev i efteråret 2013 afløst af den nye model med samme navn, der endvidere blev kåret til Årets bil, i 2014). Indtil den nye model kommer i CC-versioner, vil disse versioner af den ellers udgåede model fortsætte i produktion.